# بیبسهایم ام رهاین
بیبسهایم ام رهاین (به آلمانی: Biebesheim am Rhein) یک منطقهٔ مسکونی در آلمان است که در Groß-Gerau واقع شده‌است.

## خواهرخوانده
شهرهای پالو دل کوله و Romilly-sur-Andelle خواهرخوانده‌های بیبسهایم ام رهاین هستند.